# Терновский, Геннадий Владимирович
Терно́вский Генна́дий Влади́мирович (28 января 1976, Пятигорск, Ставропольский край, РСФСР, СССР) — российский спортсмен, писатель и кинопродюсер. Чемпион России по рукопашному бою, Мастер спорта России, тренер первой категории. Автор нескольких книг и киносценариев. Основатель и генеральный директор кинокомпании «ОБЕРЕГЪ-СИНЕМА».

## Биография
Геннадий Терновский родился 28 января 1976 года в городе Пятигорске, в семье военнослужащего Внутренних войск.
В школе начал заниматься в спортивных секциях. К моменту окончания школы был чемпионом Пятигорска и бронзовым призером Ставропольского края по карате. 
По окончании школы, в 1993 году, поступил в Новосибирское высшее военное командное училище Внутренних войск МВД РФ.
В училище начал серьезно заниматься рукопашным боем. Трижды выигрывал чемпионат училища, был чемпионом Новосибирской области, стал серебряным призером чемпионата Внутренних войск МВД РФ. В 1997 году было присвоено звание «Мастер спорта России». В 2000 году стал чемпионом Всероссийского турнира на призы героя России генерала-лейтенанта А.А. Романова.
Окончив в 1998 году училище, добился права служить в 6-м Отряде специального назначения ВВ МВД РФ «Витязь», сдал на право ношения «Крапового берета», перешёл на тренерскую работу, получил I тренерскую категорию.
За время службы в спецназе участвовал в контртеррористической операции на Северном Кавказе и специальной операции по освобождению заложников в театральном центре на Дубровке.
В 2005 году, в воинском звании «майор» и должности «старший офицер группы боевой и специальной подготовки ОСН «Витязь»», был уволен в запас.
После увольнения занялся творческой деятельностью: начал писать, ушёл в сферу театра и кино. Заочно окончил Московский Экономико-Правовой институт по специальности «Менеджмент организаций».
В кино с 2002 года, хотя ушёл со службы только в середине 2005 года. Совмещал службу в армии с работой каскадером, постановщиком трюков, военным консультантом, играл эпизодические роли, затем учился в студии «Театр Живого Актера» имени Н.В. Демидова.
Художественный руководитель и педагог «Театра Живого Актера» имени Н.В. Демидова. Основатель (в 2011 г.) и генеральный директор кинокомпании «ОБЕРЕГЪ-СИНЕМА».